# Štajerska vas
Štajerska vas je naselje u slovenskoj Općini Slovenskim Konjicama. Štajerska vas se nalazi u pokrajini Štajerskoj i statističkoj regiji Savinjskoj. 

## Stanovništvo
Prema popisu stanovništva iz 2002. godine naselje je imalo 44 stanovnika.